# Poropeza cologabata
Poropeza cologabata är en insektsart som beskrevs av Henderson, Hodgson in och Hodgson 2000. Poropeza cologabata ingår i släktet Poropeza och familjen skålsköldlöss. Inga underarter finns listade i Catalogue of Life.